# Tanahmerah Airport
Tanahmerah Airport är en flygplats i Indonesien.   Den ligger i provinsen Papua, i den östra delen av landet, 3 700 km öster om huvudstaden Jakarta. Tanahmerah Airport ligger 16 meter över havet.
Terrängen runt Tanahmerah Airport är platt. Runt Tanahmerah Airport är det mycket glesbefolkat, med 2 invånare per kvadratkilometer. I omgivningarna runt Tanahmerah Airport växer i huvudsak städsegrön lövskog.